# Camilla Collett
Camilla Collett z domu Wergeland (ur. 23 stycznia 1813 w Kristiansand, zm. 6 marca 1895 w Christianii) – norweska pisarka i bojowniczka o prawa kobiet.

## Młodość i wykształcenie
Rodzicami Camilli Collet byli Nicolai Wergeland i jego żona Alette Dorothea Wergeland, z domu Thaulow. Jej starszym o pięć lat bratem był poeta Henrik Wergeland. Dorastała w Eidsvoll. Ponieważ pochodziła z wyższych sfer, odebrała staranne wykształcenie, dużo lepsze od tego, jakie miały dziewczęta w tamtych czasach. Poza tym pobierała m.in. lekcje muzyki i języków obcych, umiała śpiewać i grać. W 1826–1827 uczyła się na pensji w Christianii. Od 1827 przez dwa lata uczęszczała do szkoły w Christiansfeld w Danii, które było ośrodkiem braci morawskich. Po powrocie do kraju ponownie zamieszkała w Eidsvoll. Latem i jesienią 1834 ojciec zabrał ją w podróż po Francji, Niemczech i Niderlandach. Miało to wpływ na jej życie – kiedy Collett została wdową, niemal bez przerwy podróżowała z jednego europejskiego miasta do drugiego.

## Romans z Welhavenem
24 stycznia 1830 u kupca Herre w Christianii Camilla Wergeland spotkała po raz pierwszy Johana Sebastiana Welhavena. Welhaven był guwernerem, a potem częstym gościem kupca. Camillę i Welhavena połączyło burzliwe i skomplikowane uczucie. Spotykali się ze sobą przy okazji pobytów Camilli w stolicy, widywano ich na tych samych koncertach, przedstawieniach, balach, spacerowali tymi samymi ulicami. W tamtych czasach miasto było niewielkie i łatwo było o plotki na temat młodych ludzi. Camilla ze wszystkich sił starała się uniknąć zainteresowania osób postronnych, często mimo swojego zaangażowania z dystansem traktując Welhavena. Ponadto ojca i brata Camilli poróżnił konflikt z Welhavenem. Kiedy latem 1830 ukazał się poemat Henrika Wergelanda Skabelsen, Mennesket og Messias, Welhaven ostro go skrytykował. Tak samo zareagował na wydane w 1832 młodzieńcze wiersze Wergelanda. Ojciec Wergelanda, Nicolai, rzeczowo i wnikliwie odparł rok później zarzuty Welhavena. W ten sposób zarówno ojciec, jak i brat Camilli stanęli przeciwko człowiekowi, którego pokochała. Aby zająć Camillę czym innym, ojciec zabrał ją w czerwcu 1834 w podróż do Paryża i innych europejskich miast. Po powrocie jednak sytuacja nie uległa poprawie. Do czasu, gdy Welhaven zakochał się w przyjaciółce Camilli Idzie Kjerluf. Ostatecznie w 1837 Camilla Wergeland postanowiła na zawsze uwolnić się od zauroczenia Welhavenem, zwracając mu jego listy. W tym czasie Welhaven był już zaręczony z Idą, która zmarła na gruźlicę w 1840. Welhaven ożenił się dopiero w 1845 z inną przyjaciółką Camilli Joséphine Bidoulac.

## Małżeństwo i wdowieństwo

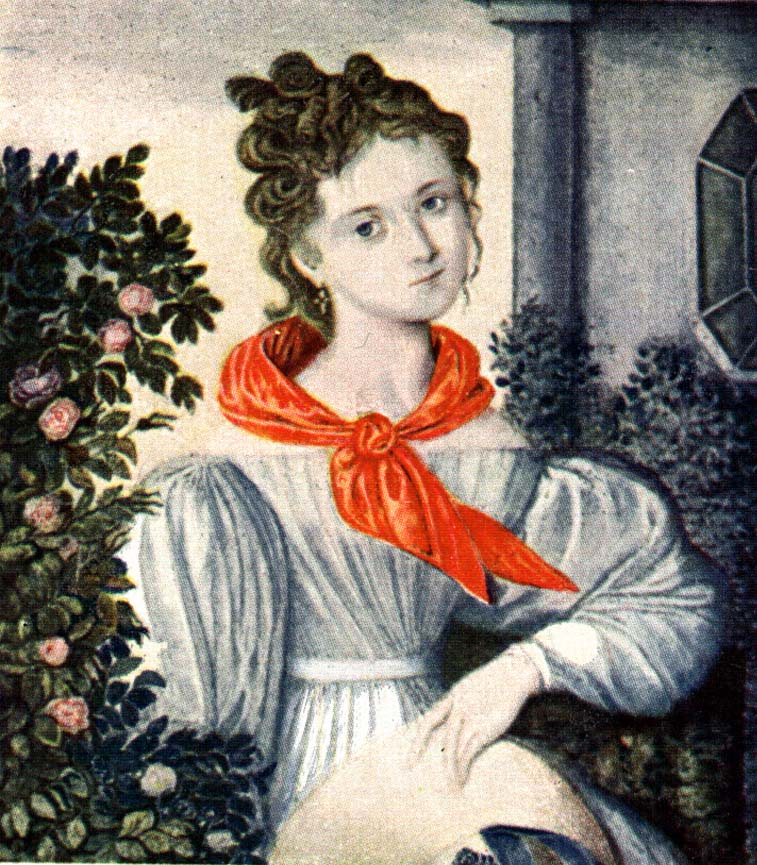
Portret Camilli namalowany przez jej ojca

Edvard Beyer, badacz literatury norweskiej, podsumował związek Collett i Welhavena w ten sposób: «Dla Welhavena związek z Camillą był „epizodem”. Dla niej stał się jej losem.». Zawiedziona miłość do Welhavena sprawiła, że Camilla Wergeland spojrzała życzliwszym okiem na starającego się od dawna o jej względy Petera Jonasa Colletta, polityka, krytyka literatury, prawnika, w późniejszym czasie również profesora uniwersyteckiego. Camilla wyszła za mąż za Colletta w 1841, wydając wkrótce na świat czterech synów. Po śmierci męża w 1851 Camilla znalazła się w bardzo złej sytuacji finansowej. Miała niewielką wdowią pensję, z której ciężko było utrzymać czworo dzieci. Zmuszona była sprzedać dom i oddać dzieci pod opiekę krewnym męża. Sama niemal do końca życia podróżowała po Europie, mieszkając w hotelach i pensjonatach. Dopiero pod koniec życia osiadła w Christianii.

## Pisarstwo
Pierwsze swoje utwory Camilla Collett opublikowała w latach 40. Mąż zachęcał ją do pisania i był dla niej krytykiem i doradcą. W roku 1842 wyszły anonimowo Nogle Strikketøisbetragtninger będące krytyką tzw. wykształconych warstw społeczeństwa. W tym czasie Collett współpracowała również z pisarzem Peterem Christenem Asbjørnsenem.
Przełomową w jej karierze okazała się powieść Amtmandens Døtre (Córki wojewody) wydana w dwóch częściach i 1854 i 1855. Książka ta stała się ważnym wydarzeniem w historii literatury norweskiej zarówno pod względem formy, jak i poruszanej w niej problematyki. Chociaż powstała w nurcie poetyckiego realizmu, miała już w sobie elementy modernistycznego przełomu. Była to pierwsza norweska tzw. tendencyjna powieść z kluczem. Opisywała smutne losy kobiet w latach 40. XIX wieku narażonych na dyskryminację społeczną, zakłamanie i podporządkowanie woli mężczyzn. Chociaż część pierwsza powieści wyszła anonimowo, wkrótce dla wszystkich stało się jasne, kto jest jej autorką. Wiele postaci przedstawionych w książce nosi cechy osób z kręgu Camilli Collett, zwłaszcza jej brata i ojca.
I de lange Nætter (Długie noce) z 1862 to wspomnienia dotyczące życia na plebanii w Eidsvoll, doskonale portretujące jej mieszkańców, zwłaszcza rodziców Collett i jej brata Henrika. Jednak w większości swoich utworów pisarka skupiła się na tematyce praw kobiet, ich roli w społeczeństwie i konwenansom stawiającym mężczyzn w lepszej pozycji. Tej kwestii poświęciła wiele esejów i artykułów, które ukazały się m.in. w zbiorach Fra de stummes Leir (Obóz niemych) z 1877 i Mod Strømmen (Pod prąd) z 1879–1885.

## Listy i pamiętniki
Camilla Collett już od najmłodszych lat prowadziła zapiski, rozwijając w ten sposób nieświadomie swój warsztat pisarski. Po jej śmierci jej pamiętniki i listy ukazały się w wielotomowym wydaniu, stając się ważnym źródłem informacji o życiu pisarki i wielu znanych osób z jej kręgu. Jedna z części tego wydania dotycząca romansu z Welhavenem nosi tytuł „Optegnelser fra Ungdomsårene” (Zapiski z lat młodości) i stanowi jedyną w swoim rodzaju powieść o miłości zbudowaną z listów, notatek i przemyśleń pisarki. „Optegnelser fra Ungdomsårene” odkrywa też przed czytelnikiem prywatne wątki zawarte w powieści Amtmandens Døtre.

## Znaczenie Camilli Collett

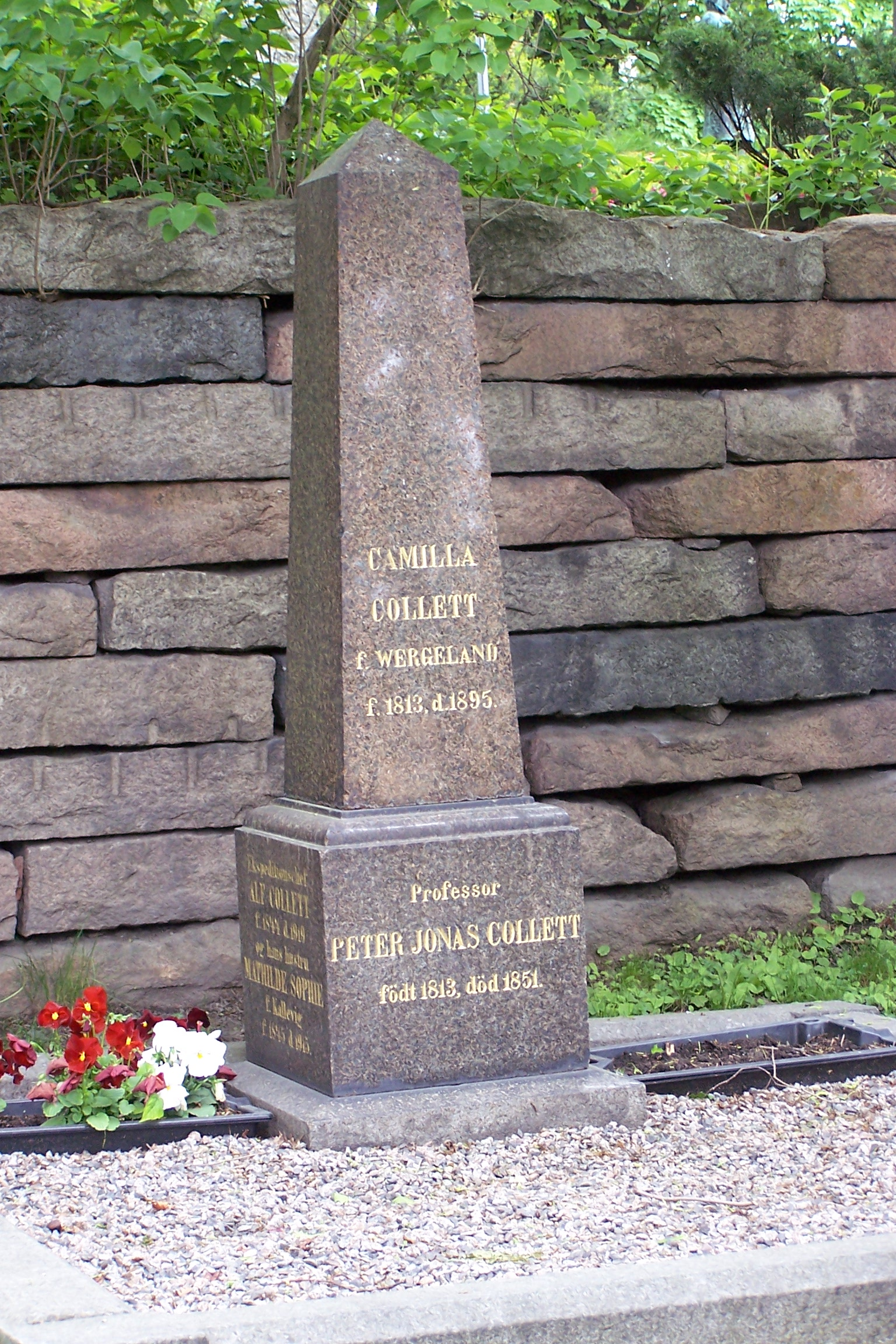
Grób Camilli Collett na cmentarzu Chrystusa Zbawiciela w Oslo

Camilla Collett stała się pierwszą znaczącą norweską pisarką. Tacy uznani współcześni jej pisarze, jak Jonas Lie, Alexander Kielland czy Henrik Ibsen, byli pod głębokim wrażeniem jej twórczości i często odnosili się do niej w swoich utworach. Collett była pionierką w walce o prawa kobiet, w tej kwestii naśladowały ją później pisarki Amalie Skram czy Sigrid Undset. Collett do dziś porywa swoich czytelników sposobem ujęcia tematu, stylem i zaangażowaniem. Norweski artysta Gustav Vigeland wyrzeźbił w brązie pomnik pisarki, który obecnie znajduje się w Parku Pałacowym w Oslo. Jej portret widniał na norweskim banknocie o nominale 100 koron będącym w obiegu w latach 1979–1997, zaś w 1963 twarz pisarki zdobiła norweskie znaczki pocztowe.

## Twórczość
- 1854–1855: Amtmandens Døttre – powieść, wydanie poprawione w 1860 i 1879
- 1860: Fortællinger – krótkie teksty prozą
- 1862: I de lange Nætter – wspomnienia
- 1868–1873: Sidste Blade I–III – artykuły
- 1877: Fra de Stummes Leir – artykuły
- 1879–1885: Mod Strømmen I–II – artykuły
- 1892–1893: Skrifter I–X – dzieła zebrane
- 1926–1934: Dagbøker og breve – pamiętniki i listy (pisane razem z mężem Peterem Jonasem Collettem)